# Elqui (provincie)
Elqui is een provincie van Chili en een van de drie provincies in de regio Coquimbo. De provincie telde 496.337 inwoners in 2017 en heeft een oppervlakte van 16.895 km². De provinciale hoofdstad is de stad Coquimbo, terwijl de hoofdstad van de regio Coquimbo de ook in Elqui gelegen plaats La Serena is.

## Gemeenten
Elqui is verdeeld in zes gemeenten:
- Andacollo
- Coquimbo
- La Higuera
- La Serena
- Paihuano
- Vicuña